# Том Бланделл
Томас Леон Бланделл (англ. Thomas Leon Blundell; 7 липня 1942 Брайтон, Брайтон і Гоув, Східний Сассекс, Велика Британія, Англія) — англійський біохімік, біолог, молекулярний біолог, біотехнолог структурний біолог, кристалограф та біоінформатик.

## Біографія і освіта
Народився Том Бланделл 7 липня 1942 у місті Брайтон, Велика Британія де він і отримав освіту в Гімназії Штейнінг. Він був першим у своїй родині, хто вступив до університету, вигравши відкриту стипендію в Оксфордському університеті. У 1964 році він отримав першокласний ступінь в Галузі природничих наук, потім перейшов на дослідницьку роботу у відділ хімічної кристалографії, спочатку з Гербертом Маркусом Пауеллом для отримання ступеня доктора філософії, а потім працював над інсуліном з Дороті Годжкін. він був молодшим науковим співробітником в Лінакр-коледжі Оксфордського університету, де зараз є почесним членом.

## Кар'єра та дослідження
Перші пости Бланделла були в Оксфордському і Сассекському університетах. У 1976 році Бланделл приєднався до кафедри кристалографії в Біркбеку, Лондонському університеті, ставши завідувачем кафедрою в 1978 році.
У 1991 році, продовжуючи академічні дослідження, він просунувся далі в галузі управління наукою і політики, ставши генеральним директором Ради з досліджень в галузі сільського господарства і продовольства (1991–1994), а потім засновником головного виконавчого органу Ради з досліджень в галузі біотехнології та біологічних наук (BBSRC) (1994–1996). Він є колишнім президентом Федерації біологічних наук (2004–2006). У червні 2011 року він став президентом Наукової ради.
У 1995 році він став п'ятим професором біохімії сера Вільяма Данна і завідувачем кафедри біохімії в Кембриджському університеті; в даний час він також займає кафедру школи біологічних наук в цьому університеті. Він є членом коледжу Сідні Сассекс. Його спеціальність-молекулярна біологія, і його дослідження з виявлення хімічних процесів захворювань призвели до розробки ліків для лікування сніду, раку, катаракти та діабету. Він є співзасновником двох виявлення фармацевтичних компаній, технологій Astex технології Лтд і Біофабрика.
15 вересня 2010 року Бланделл разом з 54 іншими громадськими діячами підписав відкритий лист, опублікований в The Guardian, в якому вони заявили про свою незгоду з державним візитом Папи Римського Бенедикта XVI до Великої Британії.
Бланделл активно займався питаннями охорони навколишнього середовища, спочатку в якості Голови Комітету з планування міської ради Оксфорда (1970–1973), в той час як він зупинив будівництво автомагістралі через центр міста, зробив пішохідної більшу частину історичного центру і зробив Північний Оксфорд заповідною зоною. З 1998 по 2005 рік він був головою Королівської комісії з забруднення навколишнього середовища, коли він курував підготовку ключових доповідей, таких як енергетика — зміна клімату, хімічні речовини в продуктах — захист навколишнього середовища і здоров'я людини, а також переломний момент: вирішення проблеми впливу рибальства на морське середовище. він є шановним членом гуманісти Великої Британії.

## Докторанти та аспіранти
Бланделл керував численними студентами-докторами філософії та постдокторантами-дослідниками у своїй лабораторії, включаючи Тіма Габбарда, Лоуренса Перла, Андрея Шалі та Шарлотту Дін.

## Нагороди
- Alcon Award (1986)
- Лицар-бакалавр
- Золота медаль, Institute Biotechnology (1987)
- Sir Hans Krebs Medal (1987)
- Novartis Medal and Prize (1987)
- Золота медаль Society of Chemical Industry (1996)
- Pfizer European Prize for Innovation (1998, перший ушанований)
- Bernal Lecture[en] Лондонського королівського товариства (1998)[7]
- Honorary Fellows Prize, Cambridge Philosophical Society[en] (2013[8])
- Ewald Prize, Міжнародний союз кристалографів (2017)